# Джокаеро
Джокаеро (англ. Jokaero) — одна из нескольких рас в вымышленной вселенной Warhammer 40,000, которые, согласно сюжету, не претендуют на господство в галактике, но тем не менее оказывают (или оказывали) значительное влияние на неё. Большие человекообразные обезьяны с рыжим мехом, известные прежде всего своими выдающимися интуитивными техническими способностями.

## История
Джокаеро были впервые упомянуты в книге правил Warhammer 40,000: Rogue Trader для первой редакции настольного варгейма Warhammer 40,000, изданной в 1987 году; в ней было дано описание расы, сохранившееся практически без изменений до настоящего времени, и подробные игровые правила для Джокаеро, позволявшие использовать их в качестве самостоятельной армии, а также описание и правила для отдельных образцов их оружия, используемых в Империуме. Кроме того, для первой редакции выпускались игровые миниатюры джокаеро. В последующих редакциях они перестали быть доступной в игре расой, однако из сюжета не исчезли, продолжив играть в нём свою роль и подробно упоминаясь в различных источниках. В книге правил Codex: Necrons для третьей редакции джокаеро подробно упоминаются в контексте истории появления Некронов. В книге правил Codex: Witchhunters для той же редакции джокаеро косвенно упомянуты как раса чужаков, являющаяся создателем редкого и высоко ценящегося пальцевого оружия.
В пятой редакции джокаеро вновь были частично возвращены непосредственно в игру, став доступными в армии Серых Рыцарей: их представитель, Jokaero Weaponsmith (в пер. с англ.  — букв. оружейник джокаэро), может быть одним из спутников инквизитора. Особенности применения джокаеро в игре, описанные в книге правил Codex: Grey Knights для пятой редакции варгейма, сюжетно завязаны в первую очередь на применении ими пальцевого оружия и на применении своих технических навыков для усиления отряда.
В настольной ролевой игре Warhammer 40,000 Roleplay: Rogue Trader, правила для которой были выпущены в 2009 году, пальцевое оружие джокаеро доступно игроку; правила для применения оружия, а также краткое описание его самого и его создателей даны в основной книге правил.

### В художественной литературе
В сюжете романа британского писателя-фантаста Яна Уотсона Inquisitor, изданном в 1990 году (в 2002 году переиздан под названием Draco) и входящем в трилогию Inquisition War, подробно упомянуты джокаеро и одно из их творений — «мухи-шпионы».

## Описание
Джокаеро описываются в сюжете вселенной Warhammer 40,000 как крайне необычный вид. Наблюдения за ними не позволяют сделать однозначного вывода об их разумности. Хотя они обладают феноменальными инженерными и строительными навыками и способны решить задачи очень высокой сложности, они, по всей видимости, не имеют собственных языка и видимой культуры (по этому поводу в различных канонических источниках указывается противоречивая информация), а их мотивация сводится к стремлению выжить. Внешне джокаеро напоминают больших человекообразных обезьян с рыжим мехом, очень похожих на земных орангутанов, населявших леса планеты в древности (к 41 тысячелетию орангутаны, по-видимому, окончательно вымерли, поскольку их существование упоминается лишь в прошедшем времени, а сама Святая Терра в описываемый основным сюжетом мира период тысячелетия как представляет собой урбанизированный техногенный мир). Доподлинно неизвестно, является это случайным совпадением или джокаеро действительно представляют собой целенаправленно изменённых земных приматов; установлено лишь, что Древние, создавшие или модифицировавшие на заре времён большое количество рас, неоднократно посещали Землю. Наиболее уникальное свойство джокаеро — их прекрасное понимание технологии, которое, по всей видимости, является врождённым и обусловленным генетически; так, джокаеро, имея доступ лишь к груде обломков оборудования в достаточном количестве, может сконструировать почти что угодно, от лазерной пушки и до космического аппарата. Помимо удивительных технических способностей, данная раса обладает пониманием астрофизики и способно к эффективной астронавигации — что, по-видимому, связано с их чувством энергетических потоков, пронизывающих всю галактику.

### Общение с другими расами
Джокаеро живут крупными семейными группами, хаотически кочуя по Галактике на своих звездолётах, стремясь выжить, в поисках пропитания и материалов, и нередко приземляясь в поисках последних на населённые планеты. В случае необходимости они способны образовывать достаточно организованные отряды, атакуя других существ и добывая требуемое силой. Джокаеро благодаря своим талантам способны планировать и координировать весьма сложные военные операции и проявляют себя как неплохие знатоки тактики. Как правило, планируя атаку они выбирают в качестве своей цели отдалённые форпост, ферму либо горнодобывающий космический корабль, внезапно атакуют её, грабят на предмет необходимых элементов и быстро сбегают, избегая столкновения с противником и скрываясь, прежде чем их действия вызовут реакцию.
Возможность контроля над джокаеро могла бы быть очень полезной для других, более могущественных рас. Долгое время считалось, однако, что взаимодействие с ними в принципе невозможно: попытки вести переговоры или даже просто разговаривать с ними не имели какого-либо успеха, и даже дать им необходимые вещи очень трудно, поскольку сами они не могут сообщить, что именно им нужно; технические устройства джокаеро конструируют только те, которые им кажутся необходимыми, и только в тот момент, когда это кажется им целесообразным — а любые попытки их поимки и насильственного принуждения к работе каждый раз приводили к их побегу из заключения при помощи средств, изготовленных из скрытно подобранных мусора и деталей. Впоследствии, однако, Инквизиции удалось наладить контакт по крайней мере с некоторыми из джокаеро, в результате чего отдельных представителей этой расы иногда можно увидеть входящими в качестве добровольных союзников в свиту некоторых инквизиторов.

### Технологии и умения джокаеро

#### Перемещение в пространстве
Согласно сюжету Warhammer 40,000, понимание джокаеро отдельных аспектов астрофизики, необходимых им для путешествий, гораздо глубже и шире, чем у большинства более развитых в целом рас (за исключением Древних, Сланнов и Некронов). Звездолёты, которые они строят, характеризуются описывающими их источниками как вещь в себе. Их конструкция и принцип действия не имеют сходства ни с одним из типов космических кораблей других рас: звездолёты джокаеро практически полностью состоят из открытых решётчатых ферм, образующих особую объёмную конструкцию сложной формы, конфигурация которой позволяет улавливать энергию галактических энергетических течений; перемещение, манёвр или взаимодействие с Варпом осуществляются при помощи внесения понятных только лишь джокаеро изменений формы корабля, за счёт чего меняется отношение космического аппарата с галактическими потоками энергии, в свою очередь влияющими на его местоположение в пространстве.

#### Пальцевое оружие
Джокаеро известны в Империуме в основном благодаря своему пальцевому оружию (англ. Digital weapons; широко распространено также сленговое сокращение названия — англ. digi-weapons). Отличающееся очень высокой огневой мощью, оно, тем не менее, отличается миниатюрностью и может быть встроено, например, в перстень (что и проделывают джокаеро). В Империум такое оружие ввозится преимущественно контрабандистами и имеет достаточно большую популярность.

### Кодексы и книги правил
- Andy Chambers, Pete Haines, Graham McNeill, Phil Kelly, Andy Hoare. Codex: Necrons (3rd Edition) / Dylan Ower. — Nottingham: Games Workshop, 2002. — 64 с. — ISBN 1-84154-190-7.
- Graham McNeil, Andy Hoare, Pete Haines. Codex: Witchhunters (3rd Edition) / Dylan Owen, Nathan Winter, Michelle Barson. — Nottingham: Games Workshop, 2003. — 64 с. — ISBN 1-84154-485-X, ISBN 978-1-84154-485-4.
- Rogue Trader: Core rulebook. — Fantasy Flight Games, 2009. — 396 p. — ISBN 978-1-58994-675-0.
- Matthew Ward. Codex: Grey Knights (5th Edition). — Nottingham: Games Workshop, 2010. — 96 p. — ISBN 978-1-84154-991-0.

### Художественная литература
- Ian Watson[англ.]. Draco. — Black Library, 2002. — 288 p. — (Inquisition War). — ISBN 0-7434-4318-7, ISBN 978-07434-4318-0.